# Estadio Atleti Azzurri d'Italia
El Atleti Azzurri d'Italia (es: Atletas Azules de Italia), conocido como Gewiss Stadium por motivos de patrocinio, es un estadio de fútbol de Bérgamo, Italia. Acoge los partidos como local del Atalanta. Su aforo es de 23.439 asientos.
Desde 2019 el estadio se encuentra en fase de remodelación, después de más de una década en la cual el proyecto estaba en punto muerto, debido a las necesidades del Atalanta de contar rápidamente con un escenario acorde a las exigencias de UEFA en cuanto a seguridad y modernización, aprovechando que en 2017 se hizo con la propiedad del estadio comprándolo al Ayuntamiento de Bérgamo. Se prevé que las obras culminen entre enero y junio de 2024.
El 27 de octubre de 2020, el estadio fue sede por primera vez en su historia de un partido de la UEFA Champions League, cuando el Atalanta recibió al Ajax de Ámsterdam por la segunda fecha del Grupo D, con resultado final de empate a 2 goles, siendo el colombiano Duván Zapata el autor de los dos goles del equipo italiano.